# Buse aguia
Geranoaetus melanoleucus
Pour les articles homonymes, voir Aigle.
Espèce
Statut de conservation UICN

 LC  : Préoccupation mineure
Statut CITES
La Buse aguia (Geranoaetus melanoleucus), dite aussi Buse bleue du Chili ou Buse noir et blanc, est une espèce de rapaces de la famille des Accipitridae.

## Description

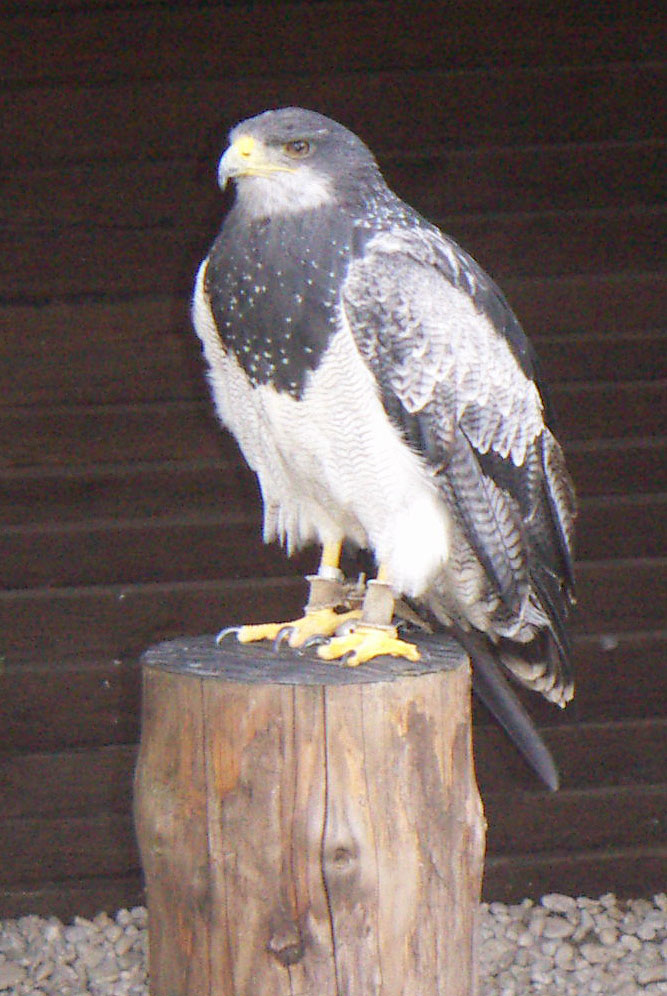
Elle est localement nommée Águila mora

La buse aguia anciennement appelée aigle bleue du Chili, adulte possède un bec jaune et noir, une poitrine gris souris foncé, des pattes jaunes, des ailes aux rayures gris pâle et gris foncé, le ventre gris perle avec de fines stries noires. Elle mesure jusqu’à 65 cm pour le mâle et jusqu’à 75 cm pour la femelle, pour une envergure d'environ 1,80 m.

## Distribution
Cette espèce vit au Pérou, en Équateur, en Colombie, au Venezuela, en Argentine et au Chili jusqu’en Terre de Feu. Sa population grandi notamment au Brésil à cause de la déforestation.

## Habitat
Cet oiseau fréquente les terrains découverts et les forêts de montagnes coupées d'étendues rocheuses. Il est très présent en région de la Cordillère et précordillère.

## Physiologie et comportement

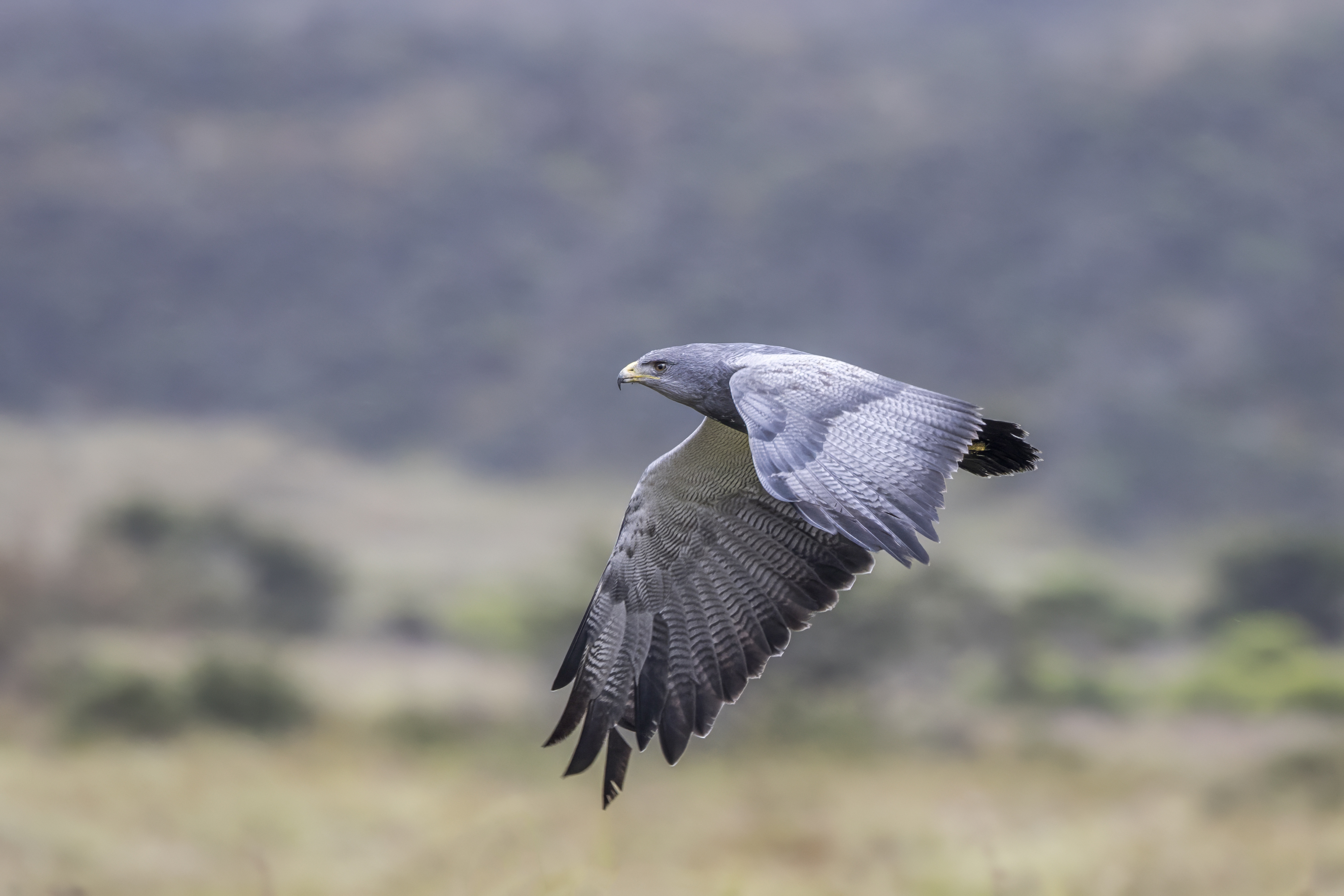
Buse aguia (adulte) en vol

### Régime alimentaire
Ce rapace diurne s’alimente de lapins, de rongeurs, d’insectes et de reptiles.

## Sous-espèces
D'après la classification de référence (version 14.1, 2024) de l'Union internationale des ornithologues, la Buse aguia possède 2 sous-espèces (ordre philogénique) : 
- Geranoaetus melanoleucus australis Swann, 1922 ;
- Geranoaetus melanoleucus melanoleucus Vieillot, 1819.